# Gibberichthys
A Gibberichthys (Perciformes) a sugarasúszójú (Actinopterygii) osztályába és a sügéralakúak rendjébe tartozó Gibberichthyidae család egyetlen neme.

## Rendszerezés
- Gibberichthys latifrons
- Gibberichthys pumilus